# Ireen Sheer

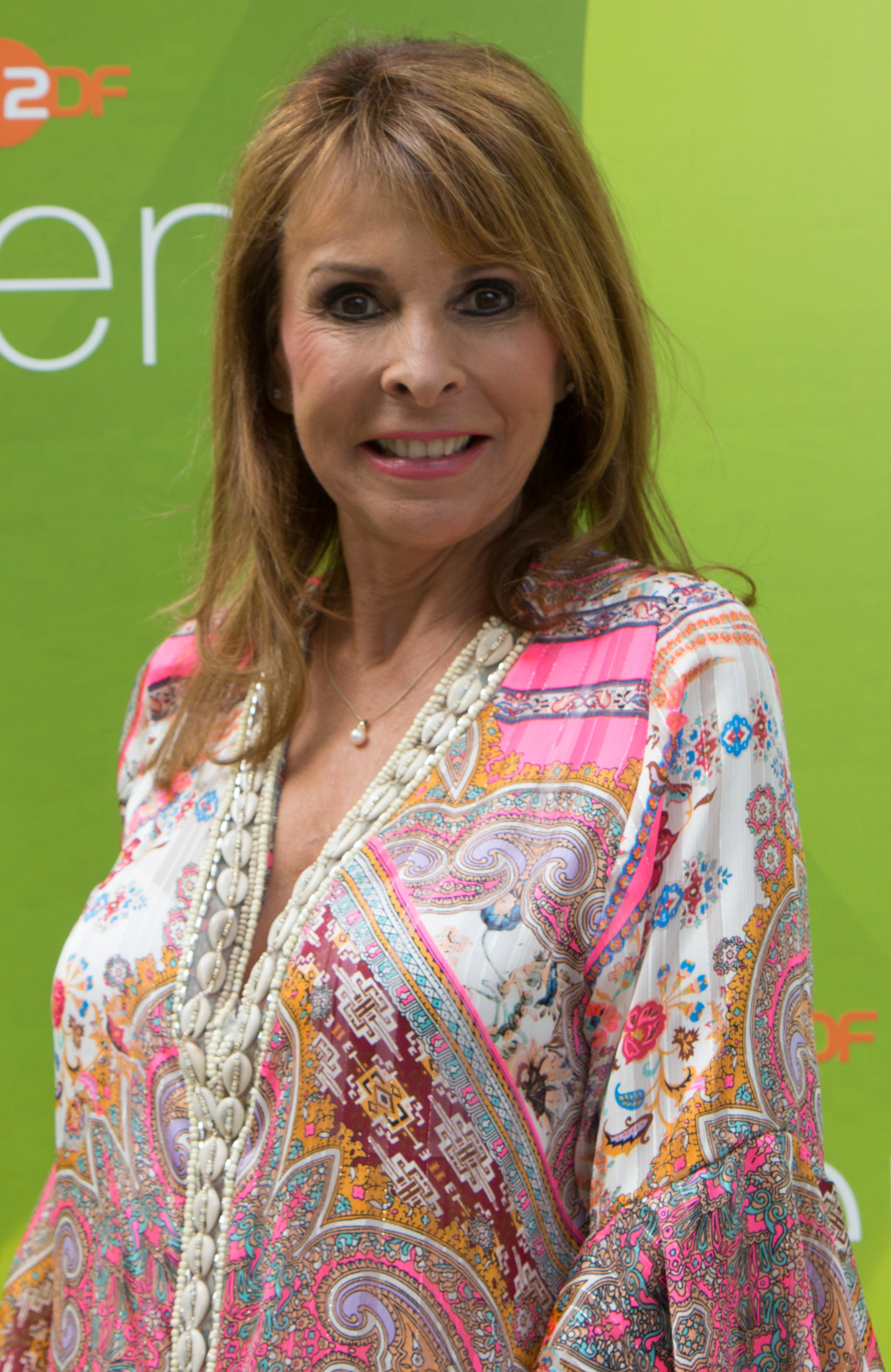
Ireen Sheer (2018)

Ireen Sheer (* 25. Februar 1949 in Romford, Greater London; bürgerlich Ireen Wooldridge) ist eine deutsch-britische Schlagersängerin.

## Karriere
Ireen Sheer ist die Tochter eines englischen Vaters († 2017) und einer deutschen Mutter († 2009). Ihre Eltern hatten sich kennengelernt, als ihr Vater als Soldat in Deutschland stationiert war. Ireen wuchs zweisprachig auf; ihre Jugend verbrachte sie in Billericay, Essex, England, wo sie auch zur Schule ging.
Sie wurde 1961 bei einem Talentwettbewerb entdeckt, bei dem sie It’s Now or Never sang. Sie absolvierte parallel zu ihrem Erfolg eine Banklehre. In den 1960er Jahren arbeitete sie zunächst mit Pop-Gruppen wie Family Dogg zusammen.
Ab 1970 widmete sie sich ihrer Solo-Karriere, zunächst mit englischen Aufnahmen. Da sie zweisprachig aufgewachsen war, erkannte Polydor die Möglichkeit, den englischen Hit Hey Pleasure Man in der Fassung von Oh Holiday im deutschsprachigen Sprachraum zu vermarkten. Neben der Single Goodbye Mama, die 1973 in den Top-5 der deutschen Charts gelistet war, hatte sie noch drei weitere Hits in den offiziellen Charts. Zudem waren vier ihrer Alben zwischen 2005 und 2022 in den Charts. Viele ihrer Singles konnten sich in diversen Radio-Schlagerparaden platzieren und waren in den Airplay-Charts.
In ihrer inzwischen 50-jährigen Karriere hat sie über 20 Alben und über 110 Singles veröffentlicht.
Neben ihren Soloaufnahmen sang Sheer Duette mit ihrem damaligen Ehemann Gavin du Porter sowie mit Bernhard Brink, Gilbert Bécaud und Cliff Richard.
Im Dezember 2017 nahm Sheer an dem Projekt Schlagerstars für Kinder teil und sang mit der Gruppe den Weihnachtstitel Auf einmal (Weihnachtsschlager) ein. Der Schlager wurde im Dezember veröffentlicht, die Einnahmen kommen Kindern in Not zugute. Der Song wurde 2018 neu aufgenommen und zu Weihnachten wieder veröffentlicht.
Am 27. November 2021 kündigte Sheer in der ARD-Sendung Das Adventsfest der 100.000 Lichter für das Jahr 2023 ihren Abschied an, teilte jedoch mit, noch einige Konzerte geben zu wollen. Dies bestätigte sie bei der Abendsendung von Bares für Rares am 20. Dezember 2022, in der sie einen Tischaufsatz für wohltätige Zwecke verkaufte, auf Nachfrage von Horst Lichter erneut.

## Film und Fernsehen
Nach ihrem Durchbruch mit Goodbye Mama drehte Sheer im Sommer 1973 zusammen mit ihrem Kollegen Chris Roberts den Film Wenn jeder Tag ein Sonntag wär, eine Mischung aus Musikfilm und Verwechslungskomödie. Weitere Darsteller waren unter anderem Peter Weck, Lotte Ledl und Georg Thomalla. Der Film lief am 19. Oktober 1973 in den deutschen Kinos an.
Als Sängerin war und ist Sheer Gast in vielen deutschsprachigen TV-Musiksendungen. Zwischen den 1970er und den 1990er Jahren trat sie häufig in der ZDF-Hitparade auf.
1990 wurde Sheer bei Verstehen Sie Spass mit versteckter Kamera damit konfrontiert, dass eine Nachwuchssängerin – verkörpert durch Paola Felix –, die vor ihr auftrat, die Lieder ihres Repertoires sang.
Sheer ist eine der wenigen Schlagersängerinnen, die auch in großen Fernsehshows des Privatfernsehens auftraten, so zum Beispiel 2007 in der Sendung Die ultimative Chartshow auf RTL. Am 4. Mai 2024 trat sie als „Mysterium“ bei The Masked Singer auf. Hauptsächlich konzentrierten sich ihre Auftritte aber auf das öffentlich-rechtliche Fernsehen.

## Teilnahmen Eurovision Song Contest und Vorentscheidungen
1974 nahm sie für Luxemburg am Eurovision Song Contest teil. Ihr Titel Bye Bye, I Love You erreichte Platz vier. Vier Jahre später sang sie für Deutschland. Ihr Titel Feuer erreichte Platz sechs. 1985 sang Sheer danach mit Margo, Franck Olivier, Chris Roberts, Diane Solomon und Malcolm Roberts erneut für Luxemburg. Ihr Titel Children, Kinder, Enfants erreichte Platz 13.
Sie nahm zwei weitere Male an deutschen Vorentscheidungen teil: 1976 mit Einmal Wasser, einmal Wein und 2002 mit Es ist niemals zu spät, zusammen mit Bernhard Brink, konnte sich aber nicht qualifizieren.
| Jahr |                                                                            | Titel                      | Land        | Sprache     | Platz Vorentscheidung | Platz ESC | Deutsche Charts |
| ---- | -------------------------------------------------------------------------- | -------------------------- | ----------- | ----------- | --------------------- | --------- | --------------- |
| 1974 | Ireen Sheer                                                                | Bye Bye, I Love You        | Luxemburg   | Französisch | direkt nominiert      | 4         | –               |
| 1976 | Ireen Sheer                                                                | Einmal Wasser, einmal Wein | Deutschland | Deutsch     | 8                     | –         | –               |
| 1978 | Ireen Sheer                                                                | Feuer                      | Deutschland | Deutsch     | 1                     | 6         | 39              |
| 1985 | Margo, Franck Olivier, Diane Solomon, Ireen Sheer, Malcolm & Chris Roberts | Children, Kinder, enfants  | Luxemburg   | Französisch | direkt nominiert      | 13        | –               |
| 2002 | Ireen Sheer & Bernhard Brink                                               | Es ist niemals zu spät     | Deutschland | Deutsch     | 7                     | –         | –               |

## Leben
Sheer lebt seit 1973 in Deutschland. Sie war 24 Jahre mit Gavin du Porter verheiratet; das Paar trennte sich im Jahr 2000. Seit September 2016 lebt Ireen Sheer mit ihrem Manager Klaus-Jürgen Kahl zusammen in Berlin-Wilmersdorf. Zuvor waren die beiden 15 Jahre lang in Ellmau ansässig gewesen; sie heirateten im August 2010 (den Hochzeitssegen spendete Pfarrer Jürgen Fliege). Zeitweise lebte sie in Unna-Billmerich und in Waldeck am Edersee.
2014 erschien im Gerhard-Hess-Verlag ihre Biographie Jetzt oder nie, in der sie sich auch kritisch über ihre Ehe mit Gavin du Porter äußerte. Im Juni 2019 beantragte sie beim Berliner Bezirksamt die deutsche Staatsangehörigkeit. Im Juli 2020 erfolgte die offizielle Einbürgerung.

## Diskografie
Studioalben

| Jahr | Titel Musiklabel                    | Höchstplatzierung, Gesamtwochen, AuszeichnungChartplatzierungen (Jahr, Titel, Musiklabel, Platzierungen, Wochen, Auszeichnungen, Anmerkungen) | Höchstplatzierung, Gesamtwochen, AuszeichnungChartplatzierungen (Jahr, Titel, Musiklabel, Platzierungen, Wochen, Auszeichnungen, Anmerkungen) | Höchstplatzierung, Gesamtwochen, AuszeichnungChartplatzierungen (Jahr, Titel, Musiklabel, Platzierungen, Wochen, Auszeichnungen, Anmerkungen) | Anmerkungen                              |
| Jahr | Titel Musiklabel                    | DE | AT | CH | Anmerkungen                              |
| ---- | ----------------------------------- | --- | --- | --- | ---------------------------------------- |
| 1972 | Keine liebt dich so wie ich Polydor | — | — | — | Erstveröffentlichung: 1972               |
| 1974 | Nur noch einen Tanz Polydor         | — | — | — | Erstveröffentlichung: 1974               |
| 1974 | English Favorites Polydor           | — | — | — | Erstveröffentlichung: 1974               |
| 1979 | Ireen Sheer EMI                     | — | — | — | Erstveröffentlichung: August 1979        |
| 1991 | Ireen Sheer (1991) EMI              | — | — | — | Erstveröffentlichung: November 1991      |
| 1993 | Das gewisse Etwas Activ             | — | — | — | Erstveröffentlichung: 11. Oktober 1993   |
| 1995 | Tanz mit mir AME                    | — | — | — | Erstveröffentlichung: 30. November 1995  |
| 1997 | Ich vermisse Dich Koch              | — | — | — | Erstveröffentlichung: 17. März 1997      |
| 1998 | Weil Du mein Leben bist Koch        | — | — | — | Erstveröffentlichung: 10. November 1998  |
| 2000 | Ein Kuss … Koch                     | — | — | — | Erstveröffentlichung: 16. Oktober 2000   |
| 2001 | Zeitlos Koch                        | — | — | — | Erstveröffentlichung: 19. Oktober 2001   |
| 2003 | Leben heißt lieben Koch             | — | — | — | Erstveröffentlichung: 22. April 2003     |
| 2005 | Bin wieder verliebt White           | DE55 (2 Wo.)DE | — | — | Erstveröffentlichung: 12. September 2005 |
| 2007 | Mein Weg zu Dir White               | — | — | — | Erstveröffentlichung: 16. März 2007      |
| 2008 | Frei Gloriella                      | DE90 (1 Wo.)DE | — | — | Erstveröffentlichung: 11. Juli 2008      |
| 2010 | Männer Gloriella                    | — | — | — | Erstveröffentlichung: 7. Mai 2010        |
| 2012 | Heller als die Sterne Gloriella     | — | — | — | Erstveröffentlichung: 24. Februar 2012   |
| 2015 | Showtime Firework                   | — | — | — | Erstveröffentlichung: 18. September 2015 |
| 2022 | Auf Wiedersehn – Goodbye Telamo     | DE35 (1 Wo.)DE | — | CH75 (1 Wo.)CH | Erstveröffentlichung: 14. Januar 2022    |

grau schraffiert: keine Chartdaten aus diesem Jahr verfügbar

## Filmografie
- 1973: Wenn jeder Tag ein Sonntag wär
- 1974: Peter Alexander präsentiert Spezialitäten (Fernsehshow, eine Folge)
- 1974: The Tommy Cooper Hour (Fernsehshow, eine Folge)
- 1979: Flotte Formen – Kesse Kurven (Fernsehfilm)
- 1981: Musikladen extra (Fernsehshow)
- 2011: Schlagerparty (Fernsehshow)
- 2011: Schlagernacht (Fernsehshow)

## Auszeichnungen
- 1973: Silberner Bravo Otto
- 1981 und 1993: je eine Goldene Stimmgabel
- 1994: Karnevalsorden Suum cuique der Karnevalsgesellschaft Poahlbürger 1948 e. V. in Recklinghausen
- 2016: smago! Award[12]
- 2020: smago! Award[13]
- 2021: smago! Award[14]
- 2023: Lebenswerkpreis Schlager Radio[15]